# Pocieszna Woda
Pocieszna Woda, Jama, Krzywoński – potok, lewy dopływ Poniczanki o długości 3,76 km i powierzchni zlewni 3,15 km².
Potok wypływa na zachodnim krańcu Gorców w miejscowości Chabówka. Ma kilka źródeł na północnych stokach Piątkowej Góry i Krzywonia, najwyżej położone z nich znajduje się na wysokości około 670 m. Jedno z tych źródeł znajduje się tuż poniżej nasypu zakopianki. Jest to Źródło Pociesznej Wody, od 1977 będące prawnie chronionym pomnikiem przyrody.
Pocieszna Woda spływa początkowo w północnym kierunku, niżej opływając górę Krzywoń zmienia kierunek na wschodni. Uchodzi do Poniczanki na wysokości około 500 m n.p.m. Płynie przez pola uprawne i zabudowania miejscowości Chabówka i Rabka-Zdrój, ale jej dopływy znajdują się na stokach porośniętych lasem.
Cała zlewnia Pociesznej Wody znajduje się w miejscowościach Chabówka i Rabka-Zdrój w województwie małopolskim, w powiecie nowotarskim, w gminie Rabka-Zdrój.